# Geodateninfrastruktur Rheinland-Pfalz
Die Geodateninfrastruktur Rheinland-Pfalz (GDI-RP)  wurde im Ministerratsbeschluss vom 24. Mai 2005 als landesweite Ziele einer Geodateninfrastruktur festgelegt.
Sie  sollen im Kontext der eGovernment-Initiative des Landes umgesetzt werden. Neben dem Aufbau und der Implementierung eines GeoPortals mit Visualisierungsfunktionen sollen die dezentral vorgehaltenen Geodatenbestände landesweit erschlossen und vernetzt werden. Damit werden  Rahmenbedingungen für die Nutzung von Geodaten über das Internet geschaffen.
Zur Abstimmung und Koordinierung der fach- sowie ebenenübergreifenden Anforderungen wurde der Interministerielle Ausschuss für  Geoinformation Rheinland-Pfalz (IMAGI-RP) eingerichtet. Mit Inkrafttreten des Landesgeodateninfrastrukturgesetzes (LGDIG) vom 23. Dezember 2010 wurde der IMAGI-RP ersetzt durch den Lenkungsausschuss für Geodateninfrastruktur. Der Lenkungsausschuss koordiniert den Aufbau und den Betrieb der Geodateninfrastruktur und des Geoportals Rheinland-Pfalz. Zur Wahrnehmung seiner Aufgaben wird der Lenkungsausschuss für Geodateninfrastruktur durch eine zentrale Stelle für die Geodateninfrastruktur in Rheinland-Pfalz unterstützt. Das Landesamt für Vermessung und Geobasisinformation Rheinland-Pfalz ist die zentrale Stelle für die Geodateninfrastruktur in Rheinland-Pfalz und führt das Geoportal Rheinland-Pfalz.
Zentrales Element der Geodateninfrastruktur Rheinland-Pfalz ist das GeoPortal.rlp, das eine internetbasierte Informations- und Kommunikationsplattform bildet. Nutzer von Geodaten können sich dort über verfügbare Geodatenbestände informieren. Das GeoPortal.rlp ermöglicht den direkten Zugriff auf die dezentral geführten Geodatenbestände mittels GeoWebServices. Bei dem Konzept der verteilten Datenhaltung verbleibt die Verantwortung für die eigenen Daten bei der originär zuständigen Stelle, die in diesem Zusammenhang auch die Pflege und Aktualität sicherstellt. Im GeoPortal.rlp kann unmittelbar auf verteilt geführte raumbezogene Daten zugegriffen werden.